# Bismarckfluiter
De Bismarckfluiter (Pachycephala citreogaster) is een zangvogel uit de familie Pachycephalidae (dikkoppen en fluiters). 

## Verspreiding en leefgebied
Deze soort is endemisch in de Bismarck-archipel ten noordoosten van Nieuw-Guinea en telt vijf ondersoorten:
- P. c. citreogaster: Lavongai, Nieuw-Brittannië en Nieuw-Ierland.
- P. c. sexuvaria: Sint-Matthias-eilanden (noordelijke Bismarck-archipel).
- P. c. goodsoni: Admiraliteitseilanden (noordelijke Bismarck-archipel).
- P. c. tabarensis: Tabar (oostelijke Bismarck-archipel).
- P. c. ottomeyeri: Lihir (oostelijke Bismarck-archipel).

## Status
De Bismarckfluiter komt niet als aparte soort voor op de lijst van het IUCN, maar is daar een ondersoort van de gouden fluiter (P. pectoralis citreogaster).